# Mario Livio
Mario Livio (Bucarest, Reino de Rumanía, 1945) es un astrofísico israelí-estadounidense y autor de obras de divulgación científica. Entre 1991 y 2015 fue astrofísico en el Space Telescope Science Institute, que opera el telescopio espacial Hubble. Es también conocido por su libro sobre el número irracional φ: The Golden Ratio: The Story of Phi, the World's Most Astonishing Number (2002). Dicho libro ganó el Premio Peano y el Premio Internacional Pitágoras de libros populares sobre matemáticas.

## Vida y carrera científica
Livio nació en Bucarest, Rumanía, y vivió con sus abuelos cuando sus padres tuvieron que huir del país por razones políticas. Abandonó Rumanía a los cinco años con sus abuelos, y la familia se asentó en Israel. Sirvió en las Fuerzas de Defensa de Israel como paramédico en la Guerra de los Seis Días de 1967, en la guerra de Yom Kipur de 1973 y en la Guerra del Líbano de 1982.
Obtuvo un B. S. en física y matemáticas en la Universidad Hebrea de Jerusalén, una maestría en física de partículas teórica en el Instituto Weizmann y un doctorado en astrofísica teórica en la Universidad de Tel Aviv. Fue profesor de física en el Technion - Instituto Tecnológico de Israel entre 1981 y 1991, antes de trasladarse al Space Telescope Science Institute.
Desde el 2000, Livio centró su investigación en explosiones de supernova y su uso en la determinación del ratio de expansión del universo. También ha estudiado la llamada energía oscura, agujeros negros y la formación de sistemas planetarios alrededor de estrellas jóvenes. Ha contribuido a cientos de artículos en revistas arbitradas sobre astrofísica. En 2009, la Asociación Estadounidense para el Avance de la Ciencia le nombró miembro de la misma, remarcando sus «distinguidas contribuciones a la astrofísica a través de la investigación sobre estrellas y galaxias y de la comunicación e interpretación de la ciencia y las matemáticas al público». También aparece citado en la American Men and Women of Science.
Livio ha sido nominado en tres ocasiones por el USA Science and Engineering Festival como uno de los «nifty fifty speakers» (en inglés, «ingeniosos cincuenta oradores») para hablar sobre su trabajo y su carrera científica a estudiantes de instituto en 2010, 2011 y 2013. Otros premios recibidos incluyen la Cátedra Centenario Carnegie en 2003, Danz Distinguished Lecturer en 2006, Resnick Distinguished Lecturer en 2006, Iben Distinguished Lecturer en 2008 y Terzian Distinguished Lecturer en 2011.
En lo personal, Livio y su esposa Sofie, una microbióloga, tienen tres hijos.

## Trabajos destacados
Durante casi veinte años, Livio ha popularizado la astronomía y las matemáticas a través de libros, clases, artículos en revistas y apariciones en radio y televisión. Ha llevado sus populares clases a TEDxMidAtlantic en YouTube, el Instituto Smithsoniano, el Planetario Hayden, el Maryland Institute College of Art, el Museo de Historia Natural de Cleveland y el Glasgow Science Centre. Ha hecho apariciones en programas de radios y televisiones como PBS, NPR y CBS para discutir temas científicos y matemáticos.
Su primer libro de divulgación científica fue The Accelerating Universe (2000), que explicaba de forma sencilla la teoría de que el universo se expande a un ritmo cada vez más rápido. Exploró las posibles causas y las implicaciones teóricas de la expansión continua, especialmente sus implicaciones en la creencia en la «belleza» de las leyes científicas que gobiernan el cosmos.
Livio, que según sus propias palabras se considera un «fanático del arte» y posee cientos de libros de arte, siguió este interés en su siguiente libro, The Golden Ratio: The Story of Phi (2002). En él, rastreó la influencia de la razón áurea a través de varios siglos de arte, arquitectura, música e incluso teorías del mercado de valores. Dan Brown, autor de El código Da Vinci, apoyó el libro afirmando que «Livio revela la historia y el misterio del singular número fi de tal forma que tanto los aficionados a las matemáticas como quienes le tienen fobia pueden celebrar su maravilla... nunca mirarás de nuevo a una pirámide, una piña o a Picasso de la misma forma».
The Equation That Couldn't Be Solved (2005) explica cómo los esfuerzos para resolver la ecuación quíntica llevó a la teoría de grupos y a las matemáticas de la simetría. Enfantizó los papeles cruciales de Évariste Galois y Niels Henrik Abel en el desarrollo de esta rama de las matemáticas. También «mantuvo las cosas difíciles al mínimo», en palabras de una reseña en Publishers Weekly. El libro contiene esbozos biográficos de Galois, Abel y varios otros matemáticos.
Is God A Mathematician? fue publicado el 6 de enero de 2009. Discute la misteriosa habilidad de las matemáticas para describir y predecir de forma adecuada el mundo físico. Livio intenta también responder a la pregunta que matemáticos y filósofos se han realizado durante siglos, si las matemáticas se inventan o se descubren. El libro fue seleccionado por el Washington Post como uno de los mejores libros de 2009, y fue también seleccionado como uno de los finalistas de «2009 Borders Original Voices».
Brilliant Blunders (2013) resume errores reseñables de cinco figuras destacadas en ciencia: Charles Darwin, Lord Kelvin, Linus Pauling, Fred Hoyle y Albert Einstein.
Su último libro (de julio de 2017) es Why? What Makes Us Curious.

## Obras
- The Accelerating Universe: Infinite Expansion, the Cosmological Constant, and the Beauty of the Cosmos. John Wiley. 2000. ISBN 0-471-39976-0.[5]
- The Golden Ratio: The Story of Phi, the World's Most Astonishing Number. Broadway Books. 2002. ISBN 0-7679-0815-5.[6]
- The Equation That Couldn't Be Solved: How Mathematical Genius Discovered the Language of Symmetry. Souvenir Press. 2006. ISBN 0-285-63743-6.[7]
- Is God a Mathematician?. Simon & Schuster 2009. ISBN 978-0-7432-9405-8.[8]
- Brilliant Blunders. Simon & Schuster. 2013. ISBN 9781439192375.[9]
- Why? What Makes Us Curious. Simon & Schuster. 2017. ISBN 978-1476792095.[10]